# Lapinjärvi
Lapinjärvi este o comună din Finlanda.